# Hyeonnam-myeon
Hyeonnam-myeon (koreanska: 현남면) är en socken i Sydkorea. Den ligger i kommunen Yangyang-gun och provinsen Gangwon, i den norra delen av landet, 160 km nordost om huvudstaden Seoul.